# Femi Kuti (album)
Femi Kuti è il terzo album in studio del musicista nigeriano Femi Kuti pubblicato nel 1995. È stato pubblicato dall'etichetta Tabu Records della Motown. L'album ha presentato Femi Kuti e l'afrobeat a un pubblico internazionale.
L'album è stato incluso nel libro 1001 album da ascoltare prima di morire.

## Tracce
1. Wonder, Wonder – 6:06
2. Survival – 8:55
3. Frustrations – 9:06
4. Nawa (Intro) – 0:30
5. Nawa – 8:39
6. Plenty Nonsense – 9:31
7. Stubborn Problems – 9:32
8. No Shame – 6:28
9. Live for Today – 8:56
10. Changes – 5:59